# 鶴田町立水元中央小学校
鶴田町立水元中央小学校（つるたちょうりつ みずもとちゅうおうしょうがっこう）は、青森県北津軽郡鶴田町にあった公立小学校。主な進学先は鶴田町立鶴田中学校。

## 概要
本校は、妙堂崎・水元（本校・田の尻分校）が統合し、開校した学校で、鶴田町内では最も新しい学校だったが、児童数減少による小学校の統合・再編で、2019年度末をもって閉校した。

## 沿革
- 2004年（平成16年）3月10日 - 統合校舎完成[1]。
- 2005年（平成17年）7月23日 - 落成式挙行[2]。
- 2006年（平成18年）4月1日 - 妙堂崎小学校、水元小学校本校、及び田の尻分校が統合し、水元中央小学校が創立。
- 2019年（令和元年）12月1日 - 閉校式挙行[3]。
- 2020年（令和2年）3月31日 - 鶴田小学校に統合され、閉校[4]。

## 学区
稲元、稲川、掛元、桂井、田の尻、米元

## アクセス
- JR五能線陸奥鶴田駅から約4.6km・車で約7分、中田駅から約3.4km・車で約5分。
- 弘南バス五所川原 - 廻堰 - 鶴田線は、2018年（平成30年）9月30日をもって廃止された。

## 周辺
- 青森県道153号山田鶴田線
- ほかは田んぼのみ